# Кими га нозому ейен
Kimi ga Nozomu Eien (на японски: 君が望む永遠 – буквално „Вечността, която желаеш“) е японска компютърна игра, издадена през 2001 г. През 2003 г. по тази игра е направено и аниме.